# Sandegga
Die Sandegga (norwegisch für Sandgrat) ist ein Gebirgskamm im ostantarktischen Königin-Maud-Land. Im Conradgebirge der Orvinfjella erstreckt er sich von den Sandhø über eine Länge von 5 km in südlicher Richtung.
Entdeckt und aus der Luft fotografiert wurde er bei der Deutschen Antarktischen Expedition 1938/39 unter der Leitung des Polarforschers Alfred Ritscher. Norwegische Kartographen, die ihn auch benannten, kartierten ihn anhand von Luftaufnahmen und Vermessungen der Dritten Norwegischen Antarktisexpedition (1956–1960).